# Faux de Verzy
Der Faux de Verzy ist ein Buchenwald im Naturpark Montagne de Reims und befindet sich bei Reims im Département Marne, Frankreich, wo die weltweit größte Ansammlung der Süntelbuchen vorzufinden ist. Der Bestand wird auf ca. 800 Exemplare geschätzt. Diese Bäume geben dem Wald seinen Namen „Faux de Verzy“. Das Wort „fau“ ist die Bezeichnung für Buche in der altfranzösischen Sprache (Plural: faux, Diminutiv: fayet) und ist aus dem Lateinischen abgeleitet.
An einem angelegten Naturlehrpfad sind die Süntelbuchen des „Faux de Verzy“ zu bewundern. Die Bäume sind durch individuelle Einzäunungen aus Baumstämmen geschützt, ohne dass diese für den Spaziergänger hinderlich wären. Ein Bereich mit geschlossener Umzäunung dient den Erhaltungsbemühungen um die Baumpopulation.

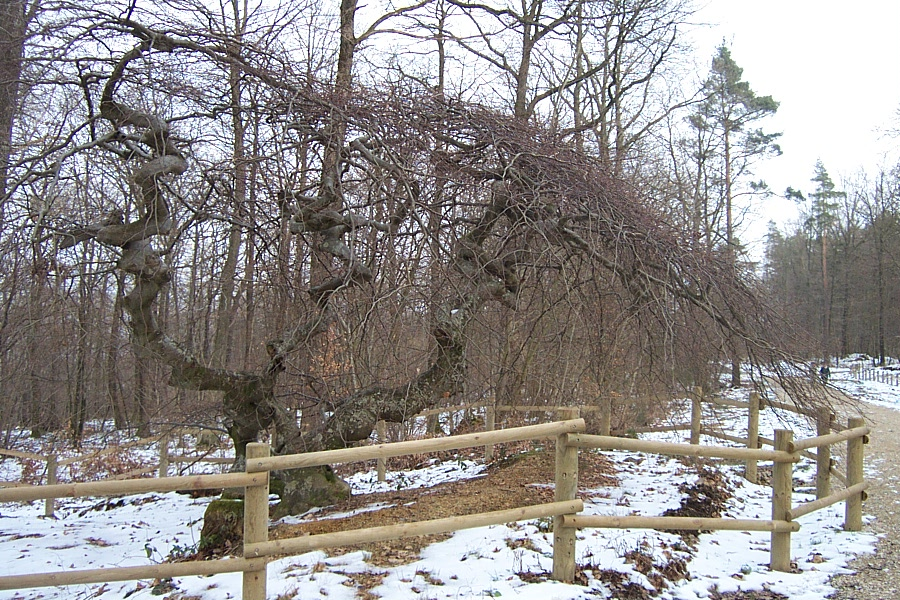
Fau de Verzy – Süntelbuche bei Reims
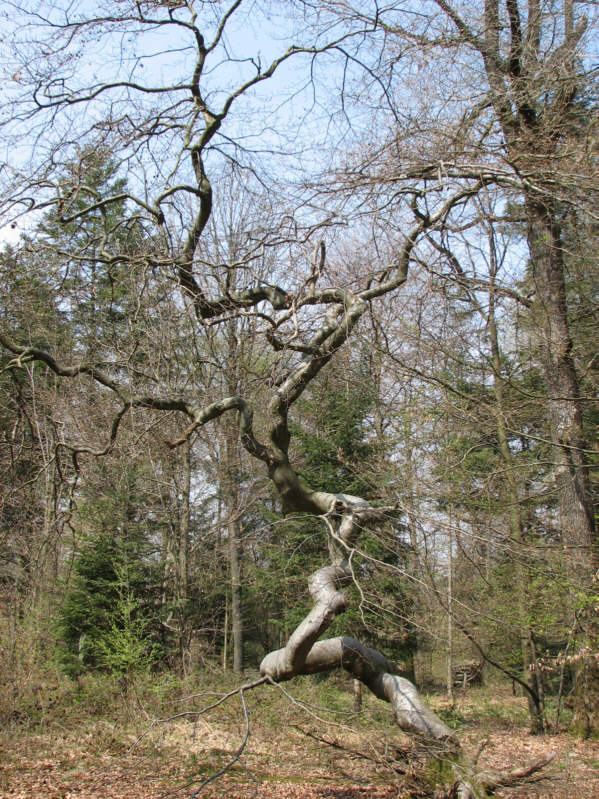
Fau de Verzy – Süntelbuche bei Reims
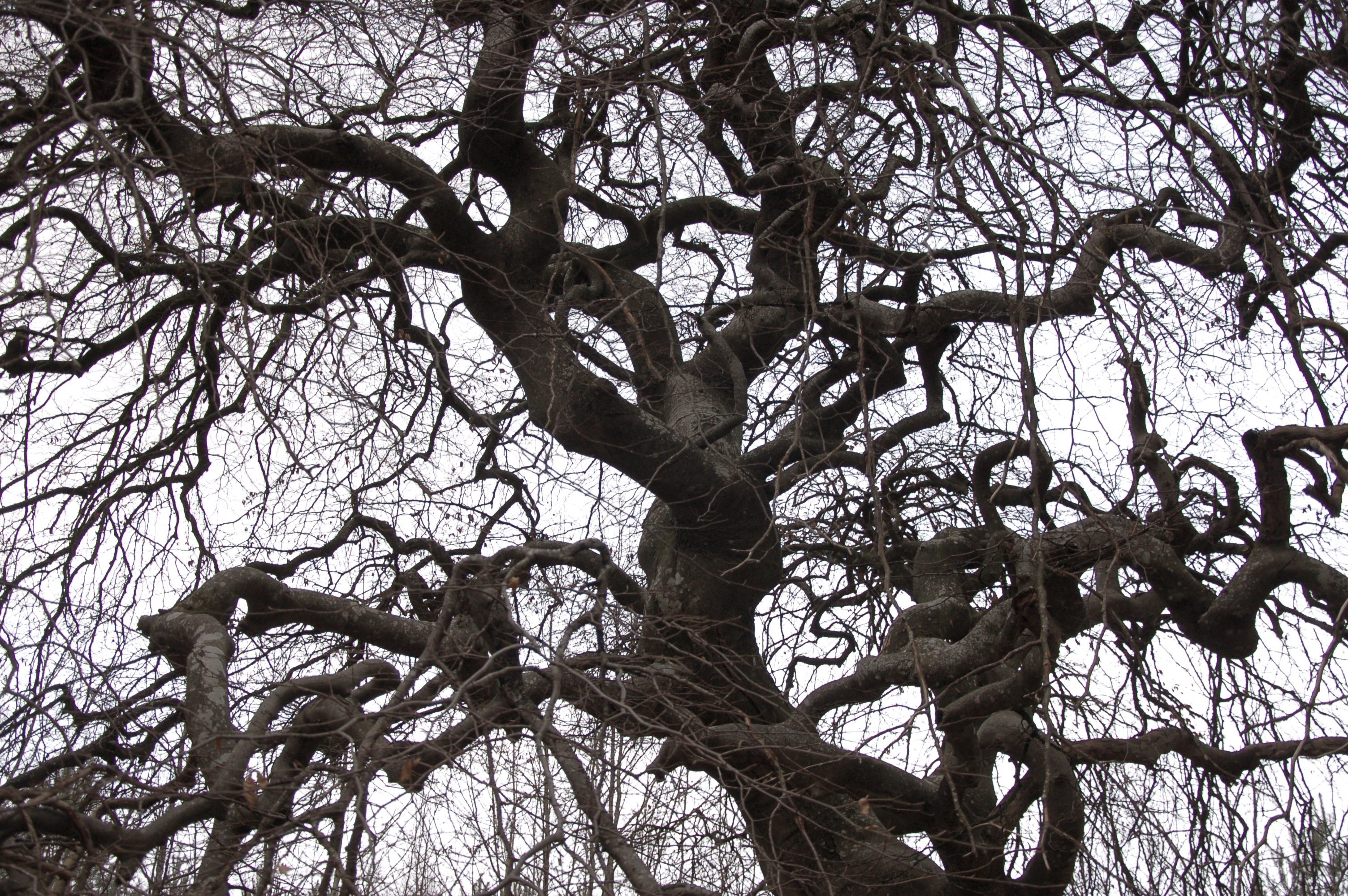
Fau de Verzy – im Winter
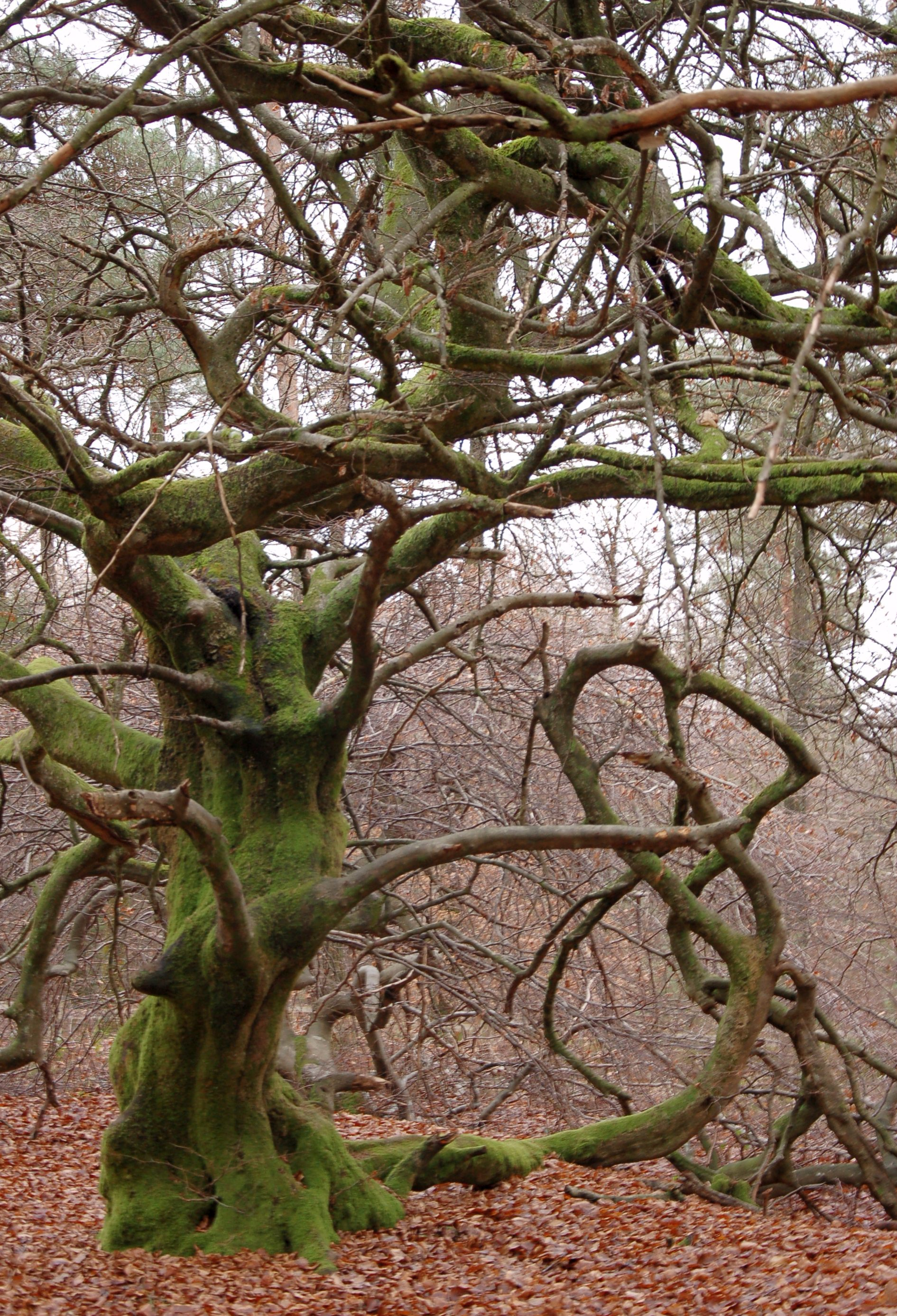
Fau de Verzy – im Winter